# استئصال العصيدة
استئصال اللويحة العصيدية أو استئصال العصيدة أو قطع العصيدة (بالإنجليزية: Atherectomy)‏ في علم الأشعة التدخلي هي تقنية جراحة طفيفة التوغل لإزالة التصلب العصيدي للأوعية الدموية داخل الجسم. بل هي بديل لرأب الأوعية الدموية لعلاج مرض الشريان المحيطي، ولكن الدراسات الموجودة ليست كافية لتحديد ما إذا كانت متفوقة على القسطرة. كما تم استخدامها لعلاج مرض القلب التاجي، وإن كانت غير فعالة.

## الاستخدامات
يستخدم استئصال العصيدة لعلاج تضيق الشرايين الناجم عن مرض الشريان المحيطي.